# 井村重雄
井村 重雄（いむら しげお、1903年（明治36年）1月28日 - 1972年（昭和47年）3月22日）は、日本の医師、政治家。金沢市長（2期）。衆議院議員（3期）。

## 経歴
- 石川県金沢市出身。金沢医科大学附属医学専門部卒。
- 1942年 - 金沢市議になる。
- 1946年4月10日 - 第22回衆議院議員総選挙に日本進歩党から立候補するも落選
- 1947年4月5日 - 公選による最初の金沢市長に就任。
- 1960年11月20日 - 第29回衆議院議員総選挙に自由民主党から立候補し初当選。
- 1963年11月21日 - 第30回衆議院議員総選挙で再選。
- 1965年6月3日 - 第1次佐藤第1次改造内閣で防衛政務次官に就任。
- 1967年1月29日 - 第31回衆議院議員総選挙で再選。
- 1969年12月7日 - 第32回衆議院議員総選挙に健康上の理由で不出馬。
- 1972年3月22日、死去した。69歳没。同月24日、特旨を以て位記を追賜され、死没日付をもって正四位勲二等に叙され、瑞宝章追贈された[2]。